# Ауслебен
Ауслебен (нім. Ausleben) — громада в Німеччині, розташована в землі Саксонія-Ангальт. Входить до складу району Берде. Складова частина об'єднання громад Вестліхе-Берде.
Площа — 33,29 км2. Населення становить 1644 ос. (станом на 31 грудня 2021).

## Галерея

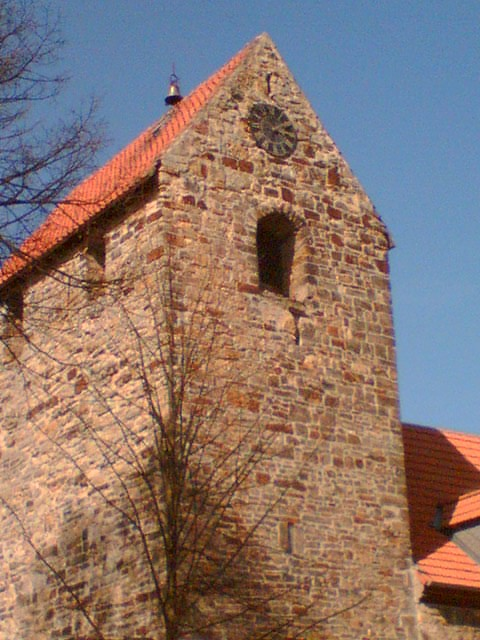
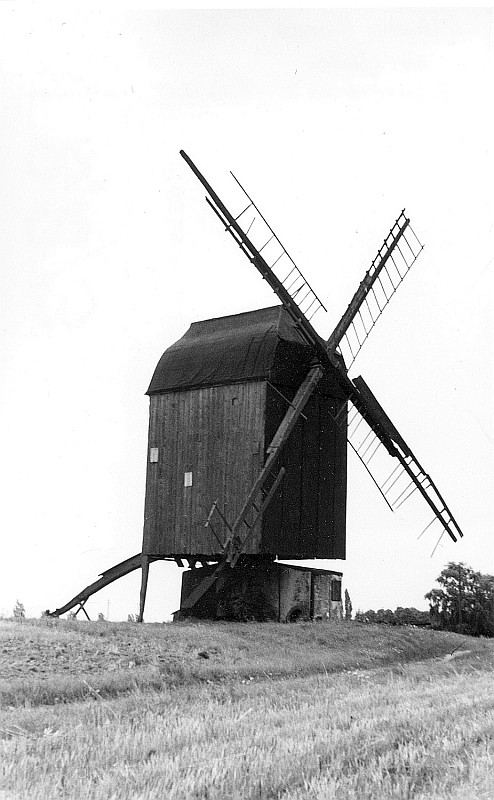
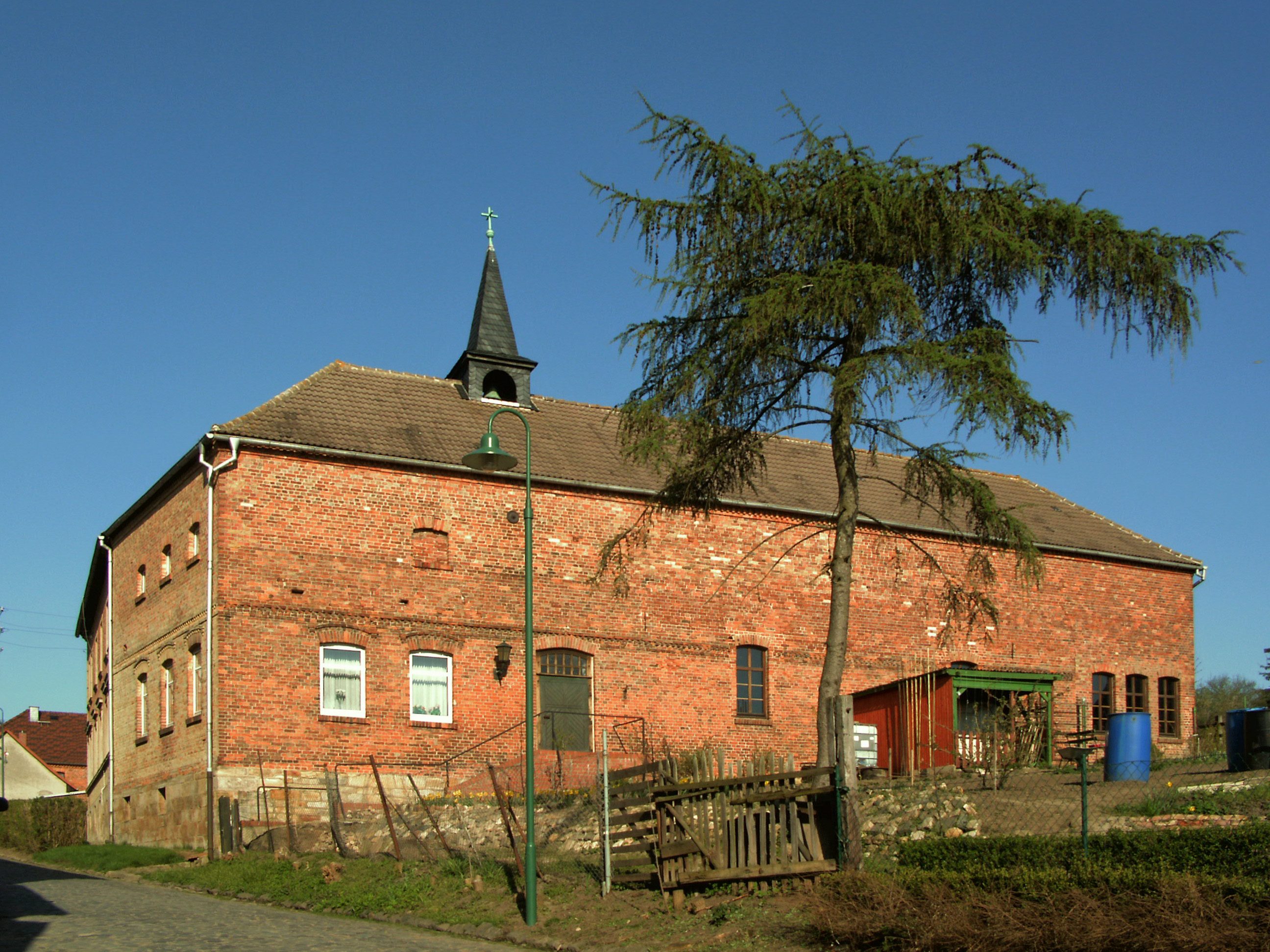